# Julián Palacios
Julian Palacios (Madrid, 22. kolovoza 1880. – 1947.), prvi predsjednik Real Madrida.
Bio je član New Foot-Ball Cluba od 1897. do 1900. Nakon razdvajanja 1900., pomogao je u formiranju Reala, te postao njegov prvi predsjednik.